# タイボーン・アゴルディーノ
タイボーン・アゴルディーノ（伊: Taibon Agordino）は、イタリア共和国ヴェネト州ベッルーノ県にある、人口約1,700人の基礎自治体（コムーネ）。

## 地理

### 位置・広がり

#### 隣接コムーネ
隣接するコムーネは以下の通り。
- アーゴルド
- アッレゲ
- カナーレ・ダーゴルド
- チェンチェニーゲ・アゴルディーノ
- ゴザルド
- プリミエーロ・サン・マルティーノ・ディ・カストロッツァ(トナディーコ)  (TN)
- サン・トマーゾ・アゴルディーノ
- ヴォルターゴ・アゴルディーノ
- ヴァル・ディ・ゾルド (ゾルド・アルト)

### 気候分類・地震分類
気候分類では、zona F, 3387 GGに分類される。
また、イタリアの地震リスク階級 (it) では、zona 3 (sismicità bassa) に分類される。

## 行政

### 分離集落
タイボーン・アゴルディーノには、以下の分離集落（フラツィオーネ）がある。
- Brugnach, Campedel, Coi di Peden, Col de Carrera, Col di Prà, Coste, Forno di Val, Listolade, Peden, Ronch de Bos, San Cipriano, Serach, Soccol, Villanova